# 白虎通義
『白虎通義』（びゃっこつうぎ）は、後漢の章帝の時代に儒教経典の解釈について議論するために開かれた「白虎観会議」の結果を、班固に命じて整理させた書である。『白虎通』、『白虎通徳論』とも呼ぶ。

## 名称
書名は、『後漢書』粛宗孝章帝紀に『白虎議奏』、班彪列伝に『白虎通徳論』、儒林列伝には『通義』とする。これらが同一の書物をさすかどうかは議論が分かれる。清の荘述祖は蔡邕『蔡中郎集』に収める「巴郡太守謝版」によって、『白虎奏議』が百篇以上から構成され、『白虎通義』とは異なると考えた。『四庫全書総目提要』では議奏の名前が『白虎通徳論』であって、それをもとに班固が撰述した書物の名前が『白虎通義』だとする。周広業は『白虎通徳論』とは本来『白虎通』と『功徳論』という2つの書名を並べたもので（「功」が欠字）、宋以前には書名として見えず、誤りと考えた。
以上の文献的な問題について、池田秀三は、近年の研究者の意見の集約として以下の三点を挙げる。
1. 『白虎議奏』は会議の議論をほぼそのまま集成した原資料的なものであるのに対し、『白虎通義』は結論部分のみをまとめた要綱書。
2. 『白虎通義』が原書名で、『白虎通』はその簡称（したがって『白虎通徳論』は誤り）。
3. 撰者は班固であるが、彼は会議の結論を取りまとめ要約しただけで、個人的な撰者とは同列には論じられない。

## 歴史的経緯
前漢から後漢にかけて、儒教が徐々に政治的に重要な役割を占め始める中で、儒教の経典である経書の解釈をめぐって、しばしば政治の場で論争が行われた。一例に「石渠閣の論議」があり、宣帝の甘露3年（紀元前51年）に未央宮の石渠閣で、五経の異同を議論し、経書の正統な解釈が定められた。これにより、『春秋穀梁伝』が博士官ととして立てられることとなった。
後漢になると、経学が盛んになる中で、経書解釈にさまざまな相違が生じるようになった。光武帝によって立てられた十四博士を中心として発展した今文学に対し、民間においては古文学が勃興し、両者の対立は特に『春秋』における「公羊伝」と「左氏伝」の解釈の相違に現れた。これらの今文学説・古文学説の比較研究、総合折衷を行い、政治支配の理論を強化する必要があった。
そこで、章帝の建初4年（79年）11月から数か月間、かつての石渠閣の議論に倣い、白虎観に学者を集め、経書の解釈について議論させた。議論は五官中郎将の魏応が問を発し、侍中の淳于恭が議論をとりまとめて、最終的な判断を章帝が下すという方式で行われ、その議論の結果を班固に編纂させた。

## 内容
『白虎通義』には議論の過程に関する言及はなく、結論のみが記されている。
三綱（君臣・父子・夫婦）の概念は『白虎通義』においてはじめて明確に述べられた（「三綱五紀」の語は『春秋繁露』にも見えるが、それが何であるかを説明していない）。
後漢の公式の学問は今文であり、今文の説のみを採用しているが、日原利国によれば、王莽が古文学派の説を採用したため、王莽を否定する白虎観会議では表向き今文派を勝たせなければならなかったものの、『春秋左氏伝』が君父を重視するなど古文の説の中にも利用価値の高い思想が多かったため、実質的には今文・古文を包摂した内容になったとする。
渡邉義浩によれば、王莽は儒教にもとづく政策を行ったが、当時の儒教が現実離れしていたために失敗し、白虎観会議で儒教の国教化が完成したとする。
後漢の経学の特徴として緯書を引くことが多いのも特徴である。

## 構成
『白虎通義』は43篇からなり（三綱六紀を三綱と六紀に分けて44篇とすることもある）、10巻本では以下のように構成される。
- 巻1 爵 号 諡
- 巻2 五祀 社稷 礼楽
- 巻3 封公侯 京師 五行
- 巻4 三軍 誅伐 諫諍 郷射 致仕 辟雍 災変 耕桑
- 巻5 封禅 巡狩 考黜
- 巻6 王者不臣 蓍亀 聖人 八風 商賈
- 巻7 瑞贄 三正 三教 三綱六紀
- 巻8 情性 寿命 宗族 姓名 天地 日月 四時 衣裳 五刑 五経
- 巻9 嫁娶
- 巻10 紼冕 喪服 崩薨

## テクスト
元の大徳9年（1305年）に、無錫州学において『風俗通義』と合刻された刊本がある。のち、四部叢刊に収められた。『白虎通徳論』と題し、10巻から構成される。
各種叢書に収めるものは多く元大徳本に由来するが、2巻や4巻のものが多い（篇数は同じ）。
清代には盧文弨が小字宋本・元大徳本ほかを使って独自に校勘を行って『抱経堂叢書』に収録した。この本は4巻からなり、各巻をさらに上下に分ける。また逸文を加えている。
清代の研究書としては荘述祖『白虎通義考』、陳立『白虎通疏証』がある。『白虎通』は今文の説を多く引くために常州学派（公羊学派）に珍重され、荘述祖や陳立も常州学派だった。中華民国では劉師培の研究がある。